# Ле Корти (Мантова)
Ле Корти је насеље у Италији у округу Мантова, региону Ломбардија.
Према процени из 2011. у насељу је живело 13 становника. Насеље се налази на надморској висини од 32 м.